# Neuhof (Břeclav)

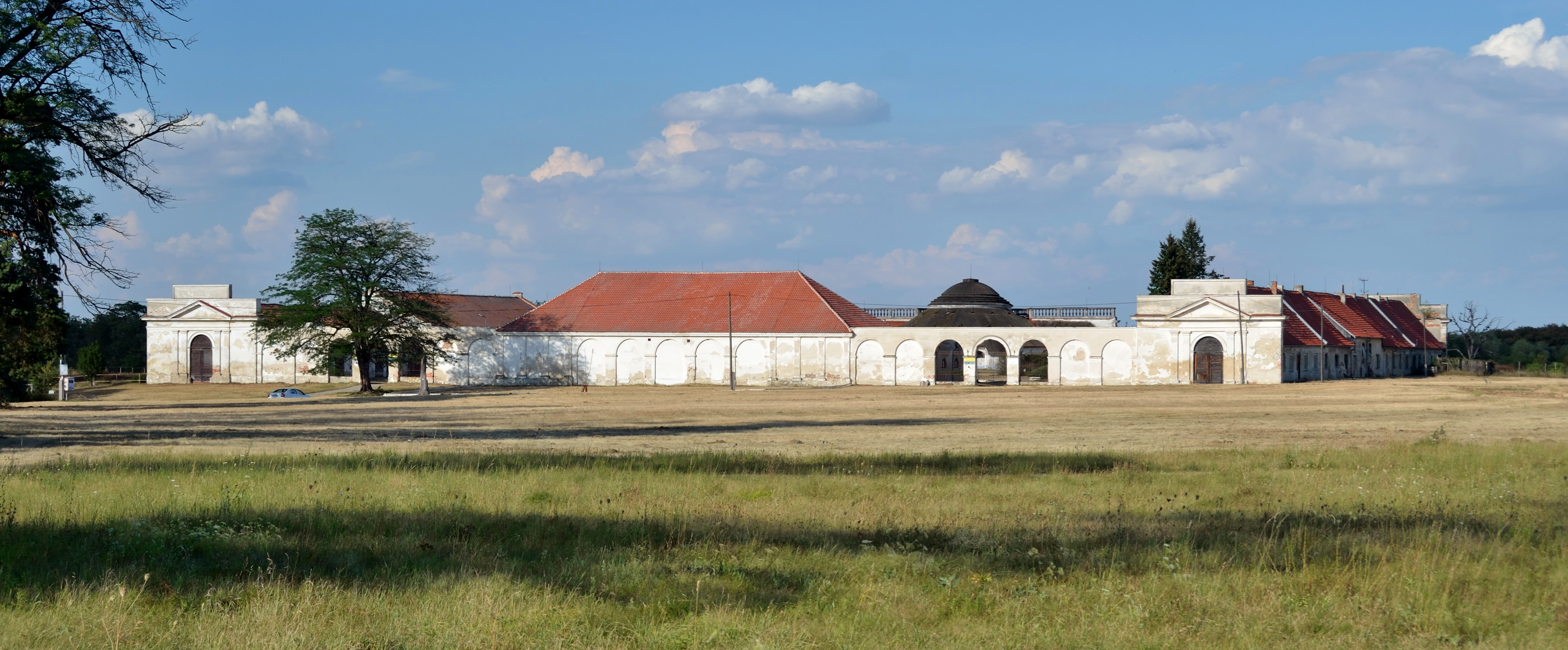
Scheune

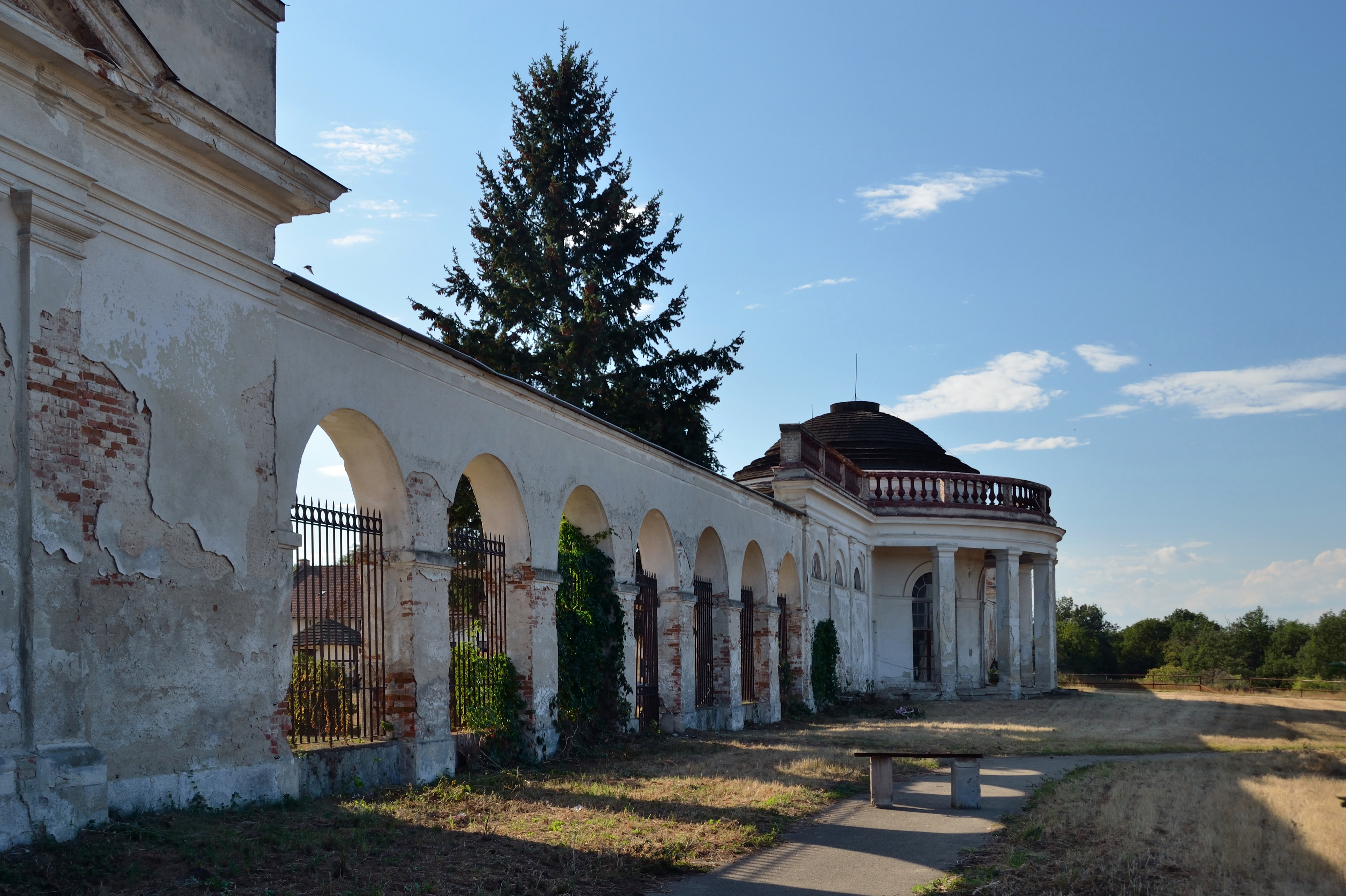
Kuhstall

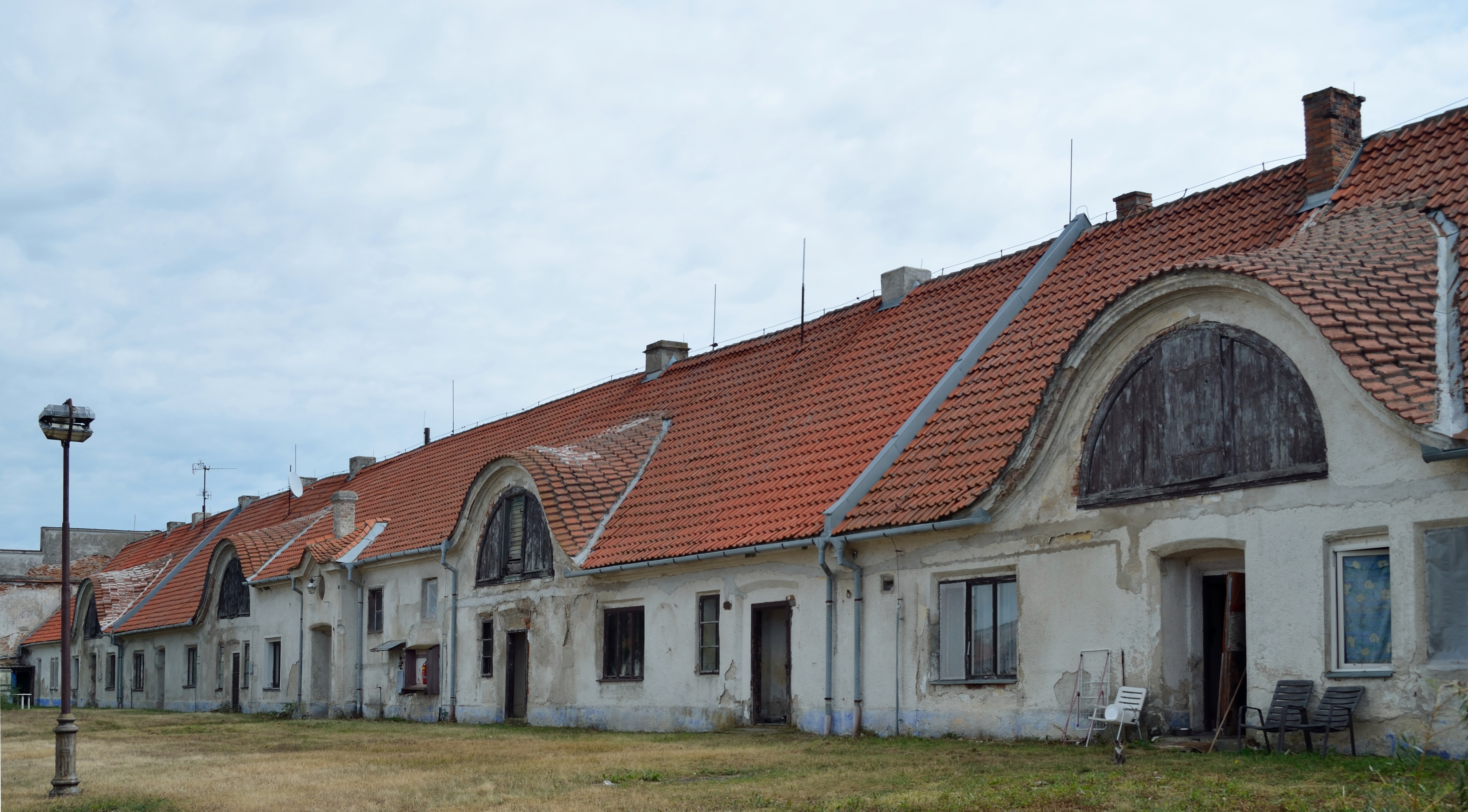
Wohngebäude

Der Neuhof (tschechisch: Nový dvůr) im Park des Schlosses Valtice (deutsch: Feldsberg) war ein Mustergut auf den Besitzungen der Liechtensteiner und liegt heute im UNESCO-Welterbe Kulturlandschaft Lednice-Valtice in Tschechien.

## Geografische Lage
Der Neuhof liegt etwa 300 m südlich der Fischteiche, die die beiden Schlossparks von Lednice und Valtice trennen, in der Gemarkung Charvátská Nová Ves (Oberthemenau). Südlich erstreckt sich der Boří les (Theimwald).

## Geschichte
Ein ganz praktischer Aspekt der Aufklärung war der Topos „Mustergut“. Der Neuhof wurde ab 1809 gebaut und ersetzte 1810 eine Vorgängeranlage an gleicher Stelle. Hier wurden zunächst Merinoschafe gehalten. Das nordwestliche Gebäude kam erst 1820 hinzu. Hier wurden Schweizer Kühe gehalten. In der zweiten Hälfte des 19. Jahrhunderts diente der Neuhof der Zucht von Vollblut-Pferden.

## Bauwerk
Der Entwurf zum Neuhof stammt von Joseph Hardtmuth. Die Anlage steht auf einem rechteckigen Grundriss: Vier Gebäude umgeben einen Wirtschaftshof: Das südwestliche ist die Scheune, das nordwestliche der Schafstall, das südöstliche das Wohngebäude und das nordöstliche – erst 1820 nach einem Entwurf von Joseph Franz Engel hinzugefügt – ein Stall für ursprünglich 20 Schweizer Kühe und ein zentraler Kuppelsaal. Dieser hatte einen verglasten Durchblick in den Kuhstall und wurde für das herrschaftliche  Frühstück genutzt, wobei die Herrschaften dem Melken zugesehen konnten und die frische Milch tranken. Dieses Gebäude mit Kuhstall ersetzte ein großes Tor in Richtung auf die Fischteiche. Die Gebäude sind im klassizistischen Stil gestaltet und stellen in ihrer Funktion eine Mischung aus Repräsentation und tatsächlich betriebener Landwirtschaft dar.